# Chalciope bisinuata
Chalciope bisinuata är en fjärilsart som beskrevs av Pieter Cornelius Tobias Snellen 1880. Chalciope bisinuata ingår i släktet Chalciope och familjen nattflyn. Inga underarter finns listade i Catalogue of Life.